# Hydroptila mugla
Hydroptila mugla är en nattsländeart som beskrevs av Füsun Sipahiler 1989. Hydroptila mugla ingår i släktet Hydroptila och familjen smånattsländor. Inga underarter finns listade i Catalogue of Life.